# Papežský palác v Castel Gandolfu

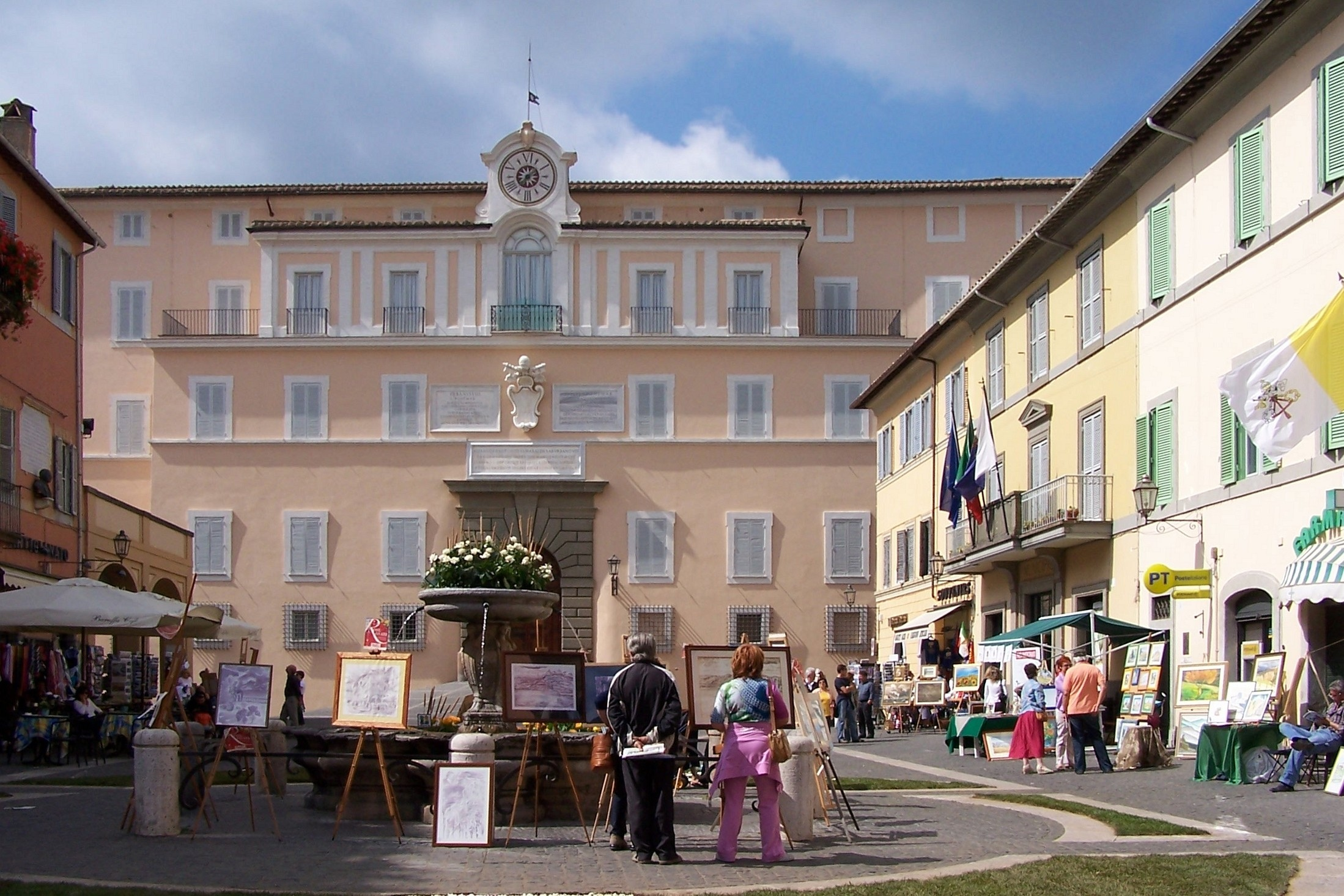
Průčelí papežského paláce

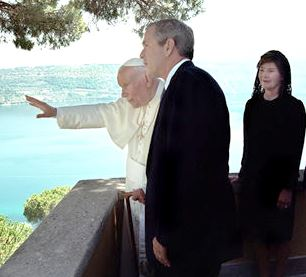
George W. Bush, papež Jan Pavel II. a Laura Bushová na balkonu Pontifikálního paláce (23. červenec 2001)

Pontifikální palác či Papežská rezidence (it.: Palazzo Pontificio či Residenza Papale) v Castel Gandolfu je světoznámé papežské letní sídlo. Spolu s přiléhající vilou Barberini je majetkem Svatého stolce a od podpisu lateránských smluv v roce 1929 má exteritoriální status.

## Historie místa
Původně na jeho místě stál hrad, pak jeho zřícenina. V roce 1596 zříceninu i s celou obcí odkoupil od rodu Savelliů camerlengo. Prvním papežem, který navštívil Castel Gandolfo, byl papež Klement VIII. Papež Urban VIII., který zde byl poprvé v roce 1626, se rozhodl vybudovat na místě staré pevnosti palác a letní sídlo papežů.
Palác byl vybudován v průběhu 17. století podle návrhů stavitele Carla Maderny na ruinách staré pevnosti a částečně i základech paláce císaře Domitiana. Před průčelím paláce se nachází malé náměstí, v roce 1870 (po likvidaci Papežského státu italskými vojsky) přejmenované na náměstí Svobody (it. Piazza della Libertà). V letech 1870–1929 nebyl palác využíván.
Za druhé světové války se exteritoriální status paláce velmi osvědčil, na příkaz Pia XII. byl palác přeměněn v útočiště uprchlíků skrývajících se před nacisty. Podle Dalina zde nalezly úkryt minimálně tři tisíce Židů, které správa paláce ubytovala a poskytovala jim košer stravu. Některým ženám se zde narodily děti, jako improvizovaný porodní sál jim posloužily soukromé komnaty Pia XII.
V paláci zemřeli papežové Pius XII. (1958) a Pavel VI. (1978).
Papež František 21. října 2016 otevřel Papežský palác v Castel Gandolfo pro veřejnost.